# RIK 1
RIK 1 è un canale televisivo cipriota edito dalla Cyprus Broadcasting Corporation (CyBC), l'azienda radiotelevisiva pubblica in Cipro. Fu lanciata il 1º ottobre 1957, tre anni prima dell'indipendenza del Paese, istituita come emittente televisiva del Cyprus Broadcasting Service, istituito dalle autorità coloniali britanniche a Cipro sotto il governo Harding.
È un canale generalista che trasmette esclusivamente in lingua greca. Gran parte dei suoi programmi sono trasmessi contemporaneamente sul canale televisivo internazionale cipriota RIK Sat.

## Storia
La televisione cipriota ha iniziato a trasmettere nell'ottobre 1957, sotto il mandato britannico. Inizialmente limitate a poche ore al giorno, le trasmissioni furono gradualmente estese. Nel 1959, la società ha cambiato nome in RIK (Ραδιοφωνικό Ίδρυμα Κύπρου; Radiofōniko Idryma Kyprou), e l'anno successivo, dopo l'indipendenza del Paese nel 1960, il governo ordinò la creazione di nuovi studi a Nicosia e l'istituzione di ripetitori televisivi in tutta l'isola.
Originariamente in bianco e nero, la televisione cipriota ha iniziato le prime prove di televisione a colori nel 1982. Nel 1991 è passata dal metodo di codifica SECAM al PAL.
Fino al marzo 1992, RIK è stato l'unico canale televisivo presente a Cipro, posizione che ha mantenuto per 34 anni e mezzo fino alla fondazione del secondo canale della radiotelevisione pubblica, RIK 2 e, più tardi, in aprile, il canale privato O Logos.
RIK 1 trasmette 24 ore su 24 dal 1994.

## Programmazione
Il palinsesto di RIK 1 è costituito principalmente da una programmazione informativa, religiosa, d'intrattenimento e culturale, trasmessa solamente in lingua greca.
La RIK sottotitolava le sue importazioni straniere solo in greco, poiché riteneva che aggiungere i sottotitoli in turco avrebbe inibito una visione ottimale delle trasmissioni. A partire dal 1979, la maggior parte della programmazione era in inglese e greco, mentre le emissioni in lingua turca erano limitate ai notiziari quotidiani e a un programma di attualità bisettimanale. La programmazione in lingua turca è ora trasmessa da RIK 2.
I programmi regolari sono trasmessi dalle 6 alle 2 del mattino. Dopo un'ora di musica (Wake up call), durante la settimana viene trasmesso lo show mattutino 7/10 (Επτά Δέκα), un programma che alterna notiziari, rubriche varie e clip musicali. Seguono, a partire dalle 10, i talkshow (Καφές με την Ελένη, Από μέρα σε μέρα) e le serie.
Durante la settimana, i tre eventi principali sono i telegiornali (Ειδήσεις) delle 18.00, delle 20.00 e delle 22.30. Il canale trasmette anche le previsioni del tempo e i risultati della lotteria nazionale (Κρατικό Λαχείο).
Nel fine settimana, il canale lascia più spazio a notizie, politica, documentari e film e serie locali.